# Vasilios Skuris
Vasilios Skuris (řecky Βασίλειος Σκουρής, * 6. března 1948, Soluň) je řecký právník, bývalý předseda Evropského soudního dvora a bývalý ministr vnitra Řecka.
Vystudoval práva na Svobodné univerzitě v Berlíně v roce 1970, v roce 1973 získal doktorát z ústavního a správního práva na univerzitě v Hamburku a později působil jako profesor veřejného práva tamtéž, v Bleifeldu a Soluni. V letech 1989 a 1996 byl ministrem vnitra v řeckých úřednických vládách. Od roku 1999 je soudcem Evropského soudního dvora a od roku 2003 pak jeho předsedou.